# 祭女星
祭女星（126 Velleda）是第126颗被人类发现的小行星，于1872年11月5日发现。祭女星的直径为44.82千米，质量为9.4×1016千克，公转周期为1391.107天。
祭女星以日耳曼民族的女預言家維萊達命名。